# Свята (пісня гурту KAZKA)
Свята — дебютна пісня українського музичного гурту  «KAZKA» із альбому «KARMA», що вперше з'явилася 1 березня 2017. Автор слів Сергій Локшин, автор музики Сергій Єрмолаєв та Андрій Ігнатченко.  
Виконавиця: Олександра Заріцька.

## Популярність

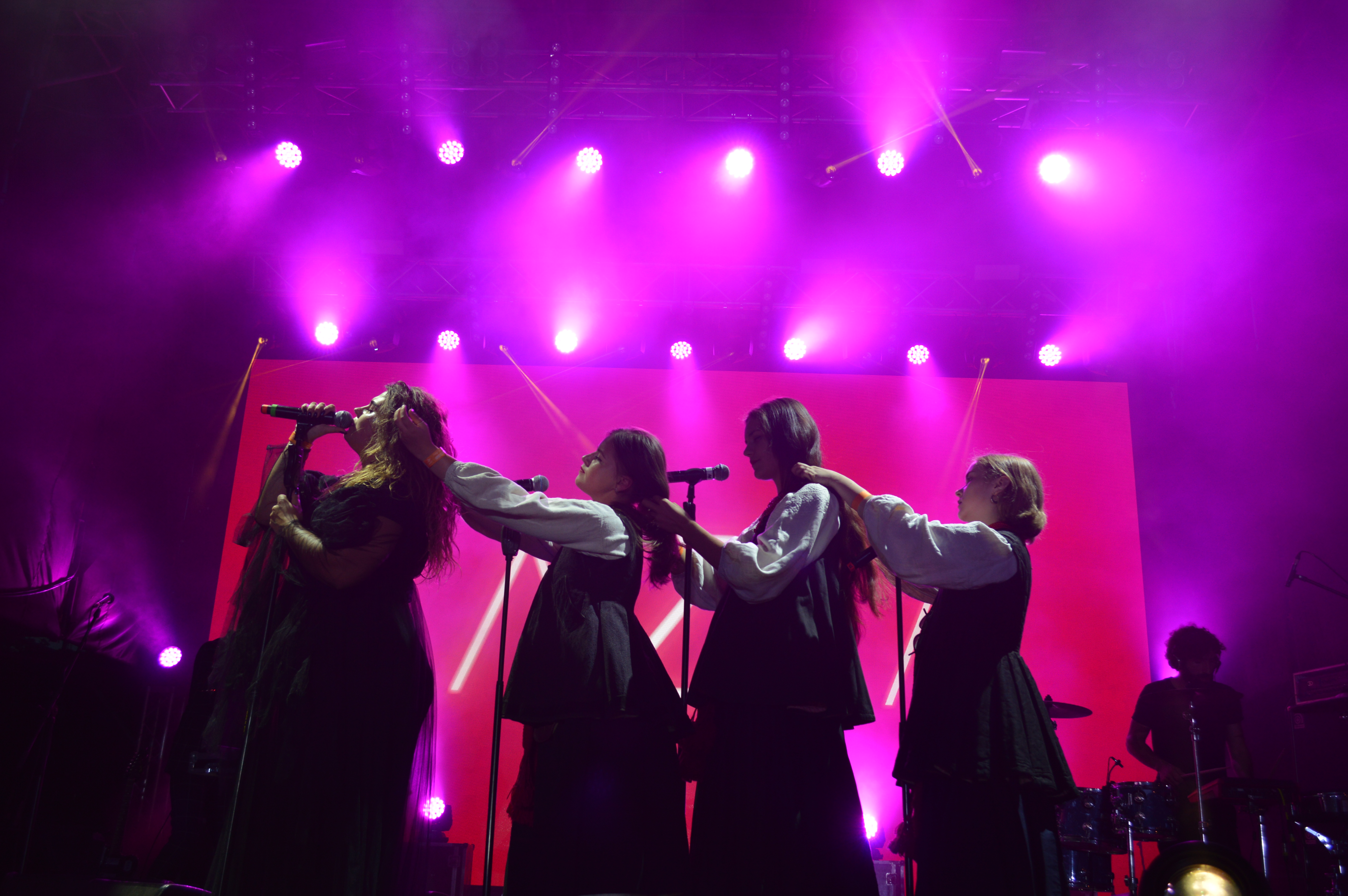
Виступ гурту

Пісня одразу стала хітом на радіостанціях України.  
У 2017 пісня  увійшла в топ-10 найбільш ротованих пісень за версією FDR MEDIA, посівши 9 місце. 
Є другою найпопулярнішою піснею гурту. 
Входить до ТОП-50 найпопулярніших україномовних пісень на YouTube, станом на січень 2019 перебуває там на 18-му місці.

## Музичний кліп
Кліп з'явився на YouTube 3 жовтня 2017.